# Дієго Ромеро
Діє́го Роме́ро  (ісп. Diego Romero, 5 грудня 1974) — італійський, колишній аргентинський, яхтсмен, олімпійський медаліст.

## Виступи на Олімпіадах
| Олімпіада   | Дисципліна | Місце |
| ----------- | ---------- | ----- |
| Сідней 2000 | Фін        | 23    |
| Афіни 2004  | Фін        | 12    |
| Пекін 2008  | Лазер      | 3     |